# Amphipyra brayi
Amphipyra brayi là một loài bướm đêm trong họ Noctuidae.